# Fernando Tamagnini de Abreu
Fernando Tamagnini de Abreu e Silva (Tomar, 1856. május 13. - Lisszabon, 1924. november 24.) portugál katonatiszt, tábornok, az első világháború idején egy ideig a Portugál Expedíciós Hadsereg parancsnoka.

## Élete
Fernando Tamagnini de Abreu 1856. májusának közepén született a portugáliai Tomar városában. A lovasságnál szolgált és az 1900-as évekre már mint lovassági tábornok szolgált a Portugál hadsereg kötelékében.
Portugália első világháborúba való belépése után 1917 januárjában elkezdték szervezni a Portugál Expedíciós Hadsereget (Corpo Expedicionário Português, CEP) és ennek a parancsnokává nevezték ki őt. A háború végéig több mint 55 000 fő szolgált az egységben és ezek egy jelentős része bevetésre került a nyugati fronton.
Tamagnini tábornok az 1918. április 9-én lezajlott Lys-völgyi csatában elszenvedett portugál vereséget követően lemondott. Utódja a CEP élén Garcia Rosado tábornok lett.
Az idős tábornok a háborút követően, 1924. november 24-én halt meg a fővárosban, Lisszabonban.